# Cyanophrys crethona
Cyanophrys crethona is een vlinder uit de familie van de Lycaenidae. De wetenschappelijke naam van de soort is voor het eerst geldig gepubliceerd in 1874 door William Chapman Hewitson. De soort komt voor op Jamaica en Cuba.

## Synoniemen
- Cyanophrys hartii Turner & Miller, 1992